# Mawr
Mawr est une communauté de la cité et comté de Swansea, au pays de Galles.

## Géographie
Mawr est une communauté rurale située à une quinzaine de kilomètres au nord du centre-ville de Swansea. Elle jouxte le comté du Carmarthenshire au nord et le borough de comté de Neath Port Talbot au nord-est. Elle comprend les villages et hameaux de Felindre (en), Bryntwood, Craig-cefn-parc (en), Garnswllt (en) et Rhydypandy.

## Démographie
Au recensement de 2011, la communauté de Mawr comptait 1 850 habitants.